# Chambers Glacier
Chambers Glacier är en glaciär i Antarktis. Den ligger i Västantarktis. Argentina och Storbritannien gör anspråk på området. Chambers Glacier ligger 972 meter över havet.
Terrängen runt Chambers Glacier är kuperad västerut, men österut är den platt. Trakten är obefolkad. Det finns inga samhällen i närheten. 